# Marcelle Derrien
Pour les articles homonymes, voir Derrien.
Marcelle Derrien est une actrice française née à Saint-Leu-la-Forêt le 20 juillet 1923 et morte le 2 novembre 2008 à Paris.

## Biographie
Elle débuta au cinéma à la fin de la guerre, mais tourna peu. Le seul film marquant de sa courte carrière est Le silence est d'or de René Clair.

## Filmographie
- 1946 : Les J3, de Roger Richebé
- 1947 : Le silence est d'or, de René Clair
- 1948 : L'Impeccable Henri, de Charles-Félix Tavano
- 1948 : Le Secret de Monte-Cristo, d'Albert Valentin
- 1948 : Sombre dimanche, de Jacqueline Audry
- 1949 : L'Inconnue n°13, de Jean-Paul Paulin
- 1950 : Chéri de Pierre Billon
- 1951 : Les Mousquetaires du roi de Marcel Aboulker et Michel Ferry (film resté inachevé)
- 1952 : Sous les yeux de verre de Gilles Margaritis (TV)

## Référence
1. ↑  État civil sur le fichier des personnes décédées en France depuis 1970